# Nieprzygoda
Nieprzygoda – trzeci album polskiego zespołu happysad. Płyta miała swoją premierę 1 września 2007 podczas festiwalu SKARfest. Jest to ostatni album zespołu wydany przez S.P. Records.
W połowie września album "Nieprzygoda" zyskał status najlepiej sprzedającej się płyty w Polsce.

## Lista utworów
| 1.  | "Milowy las"                      | 4:26  |
|     |                                   |       |
| 2.  | "Styrana"                         | 3:38  |
|     |                                   |       |
| 3.  | "Damy radę"                       | 3:29  |
|     |                                   |       |
| 4.  | "Długa droga w dół"               | 4:00  |
|     |                                   |       |
| 5.  | "Jałowiec"                        | 4:49  |
|     |                                   |       |
| 6.  | "Nieprzygoda"                     | 4:46  |
|     |                                   |       |
| 7.  | "Armagedon"                       | 3:51  |
|     |                                   |       |
| 8.  | "Taka historia"                   | 3:33  |
|     |                                   |       |
| 9.  | "Tak się boję"                    | 3:41  |
|     |                                   |       |
| 10. | "Powroty"                         | 4:15  |
|     |                                   |       |
| 11. | "IQ"                              | 4:20  |
|     |                                   |       |
| 12. | "Ludzie chcą usłyszeć wieści złe" | 5:03  |
|     |                                   |       |
|     |                                   | 49:51 |
|     |                                   |       |

## Single
- Milowy las
- Długa droga w dół
- Damy radę

## Skład
- Jakub "Quka" Kawalec – śpiew, gitara, teksty
- Łukasz "Pan Latawiec" Cegliński – gitara, śpiew
- Artur "Artour" Telka – gitara basowa
- Jarosław "Dubin" Dubiński – perkusja

Gościnnie:
- Janusz Zdunek – trąbka
- Marcin Świderski – klawisze

## Pozycje na listach
| Lista | Kraj   | Pozycja |
| ----- | ------ | ------- |
| OLiS  | Polska | 1       |